# Le Has
Le Has is een gehucht in het Franse departement Nord. Het ligt in de gemeente Avelin. Het ligt een kilometertje ten noordwesten van het dorpscentrum van Avelin, nabij de grens met Seclin. Het is een landelijk gehucht, waar enkele boerderijen gegroepeerd liggen. De voormalige dubbele heerlijkheid is bekend sinds de 13de eeuw. In de 20ste eeuw sneed een TGV-spoorlijn het gehucht af van het dorpscentrum.